# ヘンリー・ノリス・ラッセル

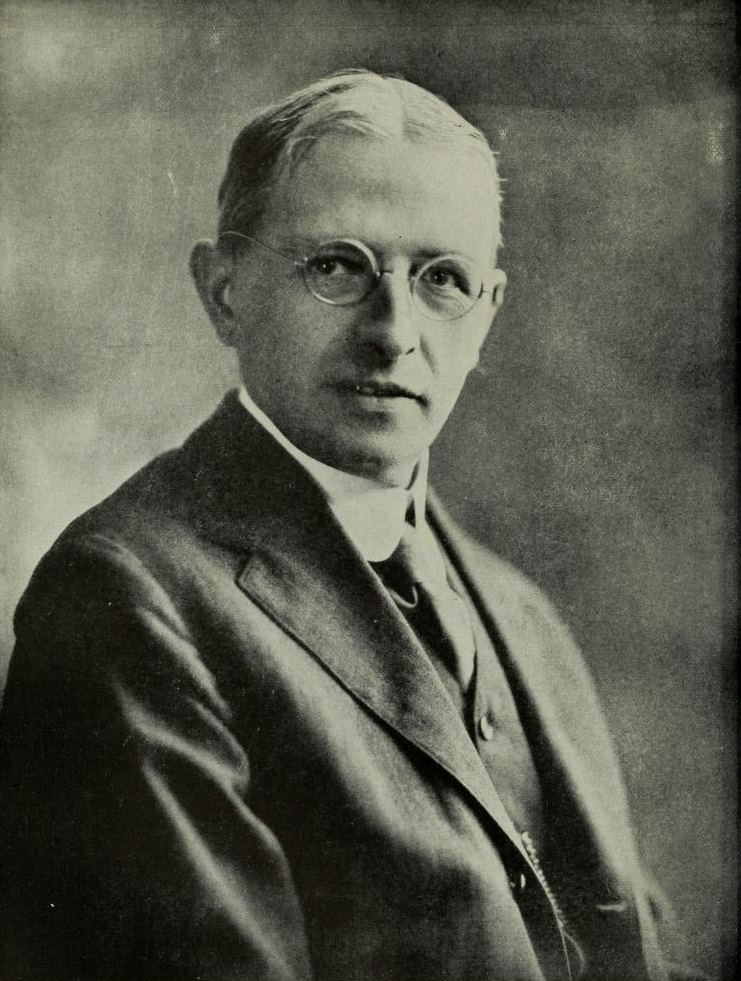
ヘンリー・ノリス・ラッセル

ヘンリー・ノリス・ラッセル（Henry Norris Russell、1877年10月25日 – 1957年2月18日）は、アメリカ合衆国の天文学者、1910年にアイナー・ヘルツシュプルングと独立にヘルツシュプルング・ラッセル図（HR図、Hertzsprung-Russell diagram）を提案した。
ニューヨークに生まれて、プリンストン大学などで学んだ。1905年にプリンストン大学に戻り、1912年から1947年に引退するまでプリンストン大学天文台の所長を務めた。
1927年にレイモンド・スミス・ドゥーガン（Raymond Smith Dugan）、ジョン・クインシー・スチュワート（John Quincy Stewart）と共著で『 Astronomy: A Revision of Young’s Manual of Astronomy』 (Ginn & Co., Boston, 1926–27, 1938, 1945)を著し、これは長年にわたって、天文学の標準的な教科書となった。

## 賞歴
- イギリス王立天文学会ゴールドメダル（1921年）
- ヘンリー・ドレーパー・メダル（1922年）
- ブルース・メダル（1925年）

## エポニム
- アメリカ天文学会の贈与する賞、ヘンリー・ノリス・ラッセル講師職が1946年に設けられた。
- 小惑星Russell[1]
- Russell - 月のクレーター